# Лаж недеље
Лаж недеље је трећи студијски албум поп певача Данијела Ђокића. Издат је за БК саунд 2003. године. музику су радили Роберт Билибов и Дарко Димитров који је и продуцент албума. Текстове су писали Сања Ћурубдија, Владо Јаневски, Биљана Спасић и Марина Туцаковић, а пратеће вокале је певала Елена Ристеска.Снимљени су спотови за песме Уживам да крадем, Лаж недеље, Нећу да ћутим и Метар твоје собе.

## Списак песама
1. Лаж недеље
2. Ако те пали
3. Нећу да ћутим
4. Узми ми душу
5. Волим ко и ти
6. Ожиљак пораза
7. Субота
8. Метар моје собе
9. Уживам да крадем
10. Половно
11. У твој свет
12. О зашто би